# Samsung Galaxy J7 Neo
¡¡El Samsung Galaxy j7 neo tendrá actualizaciones!! en el 2025 15 de abril a las 15:00 de la tarde sus categorías de actualizaciones: 10, 11, 12, 13, 14 se estima que no tendrá mas actualizaciones cuando llegue a 14 (creator text by; : Google emprexe android bot ui)